# Ustrój polityczny Wysp Owczych
Ustrój polityczny Wysp Owczych jest oparty na strukturze parlamentarnej, reprezentatywnej demokracji zależnej. Archipelag posiada własny parlament, zwany Løgting, na czele którego stoi premier, a także sześcioosobową Radę Ministrów, tak zwaną Landsstýrið. Istnieje tam system wielopartyjny. Wyspy Owcze są politycznie związane z Danią, posiadają jednak stale rozszerzającą się autonomię, a od 1948 dzięki Zasadzie Samostanowienia są ponownie samorządne, jeśli chodzi o politykę wewnętrzną. Władza wykonawcza spoczywa więc całkowicie w rękach Landsstýrið, ustawodawczą zaś Rada dzieli z Løgtingiem. Prócz polityki zagranicznej Dania dzierży także władzę sądowniczą.

## Historia
Jak w wielu skandynawskich krajach już w czasach wikińskich powstawały pierwsze zgromadzenia wszystkich mieszkańców, jak islandzki Althing. Farerski Løgting również jest jednym z takich zgromadzeń. Działa z niewielkimi przerwami od ponad 1200 lat. W tym czasie nie określono jednak dokładnie ustroju, jaki miał panować na Wyspach Owczych. Ustalenia prawne zaczęły się pojawiać dopiero od 1035, kiedy archipelag został oddany pod władanie królom Norwegii, choć przypuszcza się, że władza wewnętrzna nie uległa w tym czasie zmianie.

## Zasada Samostanowienia
Zasada Samostanowienia to akt normujący status Wysp Owczych w ramach Królestwa Danii. Został spisany 31 marca 1948 roku, a dzień później wszedł w życie. Dzięki niemu archipelag uzyskał status terytorium zależnego z własnym parlamentem i rządem. Dokument podzielony jest na dwie główne części – w pierwszej szesnaście punktów mówi o współzależności dwóch krajów, druga zaś o uprawnieniach farerskich władz.

## Parlament

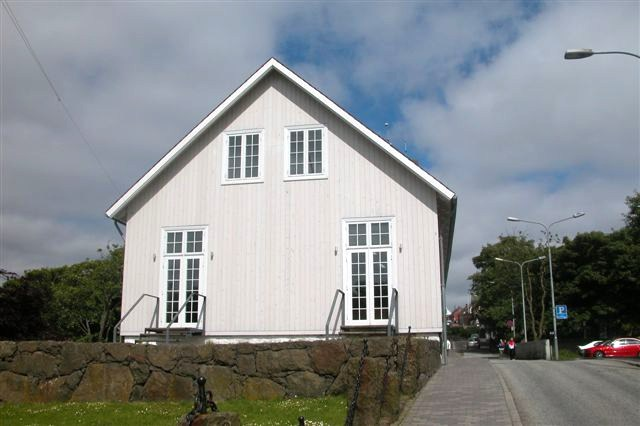
Budynek Løgtingu

Farerski parlament, zwany Løgting, składa się z jednej izby. W jego skład wchodzi od 27 do 32 posłów wybieranych w wyborach powszechnych przez obywateli mających co najmniej osiemnaście lat. Pięć miejsc jest dodatkowych, za każdym razem są jednak przyznawane ze specjalnych powodów. Siedziba parlamentu znajduje się w północnej części miasta stołecznego Tórshavn.

### Wybory
Wybory do farerskiego parlamentu odbywają się co cztery lata, chyba że izba rozwiąże się wcześniej. Biorą w nich udział obywatele Wysp Owczych, którzy ukończyli osiemnasty rok życia. Są to wybory tajne, równe, powszechne i bezpośrednie. Archipelag podzielony jest na siedem okręgów wyborczych, z których wybieranych jest od 27 do 32 posłów. Pięć miejsc przyznaje się dodatkowo. Okręgami tymi są:
- Eysturoy (5 + 2 posłów, 22,3% ludności),
- Norðoyar (4 posłów, 12,4% ludności)
- Pd. Streymoy (8 + 2 posłów, 40,2% ludności)
- Pn. Streymoy (2 + 1 posłów, 5,6% ludności),
- Sandoy (2 posłów, 2,9% ludności),
- Suðuroy (4 posłów, 10,5% ludności),
- Vágar (2 posłów, 6,1% ludności),

Co roku, od ustanowienia Aktu Elekcyjnego w 1978 do dziś, dodatkowe miejsca w parlamencie są uwzględniane przy wyborach. Do Løgtingu prawo wyborcze bierne uzyskują osoby, które podobnie jak w przypadku prawa czynnego, uzyskały osiemnasty rok życia. Premier proklamuje nadchodzące wybory, wybiera także dzień, w którym się odbędą, najwcześniej sześć tygodni po proklamacji.
Na Wyspach Owczych odbywają się jeszcze jedne wybory, archipelag ma bowiem dwóch przedstawicieli w duńskim Folketingu. Podobnie jak w przypadku tych pierwszych są one tajne, równe, powszechne i bezpośrednie, nie ma jednak podziału na okręgi wyborcze, do parlamentu duńskiego dostają się politycy dwóch partii, które uzyskały największe poparcie. Wybory te są częstokroć przesunięte w czasie względem tych odbywających się w Królestwie.

### Kompetencje parlamentu
Kompetencje farerskiego parlamentu są zawarte w Zasadzie Samostanowienia z 1948 roku. Zostały one podzielone na dwie części. Zapisano tam, że ma on pełną kontrolę nad sprawami polityki wewnętrznej archipelagu bez ingerencji władz duńskich, jednak sprecyzowanie tego dość ogólnego pojęcia nadeszło w 1994, 26 lipca.

#### Kompetencja ustawodawcza
Wedle pierwszej sekcji Zasady Samostanowienia popartej aktem z 1994 władza ustawodawcza została podzielona między 32 posłów, premiera Wysp Owczych oraz rząd. Inicjatywa ustawodawcza może mieć pięć różnych form. Można złożyć projekt ustawy, pod uwagę brane są także zalecenia Løgting do ustaw wprowadzonych przez duński parlament, dotyczących spraw archipelagu. Rozpatrywane są także wnioski uchwał parlamentarnych, a także relacje pisemne, ustne lub nieprzygotowane pytania. Ostatnią z form jest wotum nieufności.

##### Złożenie projektu ustawy
Prace nad ustawą zaczynają się od wniesienia wniosku o jej uchwalenie, co oficjalnie ogłasza posłom Marszałek w trakcie obrad parlamentu. Każdy z członków izby może zachować projekt ustawy przez dzień, przy jej pierwszym prezentowaniu nie zostaje ona poddana dyskusji, nie może to też nastąpić aż do oddania jej w ręce rządu.
Najwcześniej drugiego dnia roboczego od przedstawienia projekt ustawy może zostać poddany pierwszemu czytaniu. Omawiane są w tym czasie ogólne zagadnienia przedstawianego projektu, rozpatrzone zostają także zaproponowane nowelizacje.
Kiedy pierwsze czytanie dojdzie do skutku, Marszałek oddaje projekt ustawy do wybranego przez siebie ministerstwa (lub ministerstw) by te naniosły swoje poprawki, a następnie zapisały efekty swych działań w specjalnym raporcie, który później z powrotem trafia do izby poselskiej. Rozmowy w ministerstwach odbywają się zazwyczaj między pierwszym a drugim czytaniem, decyzją parlamentu projekt może jednak po drugim czytaniu znów trafić do któregoś z ministerstw. Projekty ustaw są w tym kroku czytane bardziej dogłębnie, analizowana jest każda poruszana w nich kwestia, niejednokrotnie urzędnicy opierają się na źródłach prywatnych i publicznych.
Drugie czytanie odbyć się może najwcześniej trzeciego dnia po pierwszym czytaniu, ale nie wcześniej niż dwa dni po zaproponowanej przez ministerstwo poprawce. Posłowie mogą dokonywać kolejnych poprawek najpóźniej do zakończenia debaty parlamentarnej odbywającej się przy drugim czytaniu. Poprawek może dokonywać także rząd jako całość nawet po rozpoczęciu drugiego czytania, jednak przed końcem debaty. Po zakończeniu drugiego czytania odbywa się głosowanie, jeśli projekt ustawy nie zostanie przegłosowany debata zostaje zakończona.
Trzecie i zarazem ostatnie czytanie może się odbyć trzeciego dnia roboczego po drugim czytaniu. Czas ten wydłuża się, jeśli któreś z ministerstw postanowi wnieść jeszcze jakieś poprawki. Dołączyć do nich może czterech posłów, którzy mogą wprowadzać poprawki w pisaniu i w sprawach gdzie projekt zostanie zaprezentowany ministerstwom. Na trzecim czytaniu również można wnosić nowelizacje, ale tylko w momencie rozpoczęcia obrad. Jeśli tak się stało, przeprowadzana jest dyskusja na temat nowych poprawek, później zaś dochodzi do finalnego głosowania.
Ustawa, której projekt zdobył większość głosów, nie wchodzi życie aż do momentu, w którym premier Wysp Owczych nie zatwierdzi projektu jako ustawy parlamentarnej i nie zostanie on ogłoszony społeczeństwu poprzez specjalne pismo. Premier ma prawo zawetowania danej ustawy, jednak może przez to dostać wotum nieufności od parlamentu.

##### Zalecenia Løgting do ustaw duńskich
Każda ustawa duńskiego parlamentu może obowiązywać także na Wyspach Owczych. Jeśli farerscy politycy tak postanowią, akt taki może trafić do Løgtingu. Przechodzi on niemal dokładnie tę samą drogę, którą musi przejść projekt ustawy. Kiedy ostatnie z głosowań dobiegnie bowiem końca premier Wysp Owczych informuje o jego rezultacie królewskiego administratora, obecnie jest nim Dan M. Knudsen,

### System partyjny
Partie na Wyspach Owczych przez nietypowy status tego terytorium musiały prócz tradycyjnych lewicy, prawicy i centrum musiały utworzyć jeszcze jeden podział – tyczący stosunku do Danii. Istnieją więc partie opowiadające się silnie przeciw unii z Królestwem, nazywa się je niepodległościowymi, ich opozycją są partie produńskie lub unionistyczne. W ostatnich wyborach wzięło udział 7 partii, sześć z nich dostało się do parlamentu, każda zaś wykazuje odmienne strony polityczne.
Partia Unii (Sambandsflokkurin), która zebrała najwięcej głosów to produńscy prawicowcy, druga Partia Socjaldemokratyczna (Javnaðarflokkurin), również produńska, stojąca jednak po lewej stronie sceny politycznej. Następna, Partia Republikańska (Tjóðveldisflokkurin), która nie weszła do koalicji rządzącej to lewicowi przeciwnicy związku z Danią, Partia Ludowa (Fólkaflokkurin), która znalazła się w obozie władzy również popiera niezależność archipelagu, ale są to politycy prawicowi. Partie, które zdobyły najmniej mandatów to partie centrum - produńska Partia Centralna (Miðflokkurin) i antyduńska Partia Niepodległościowa (Sjálvstýrisflokkurin).

## Rząd

### Premier

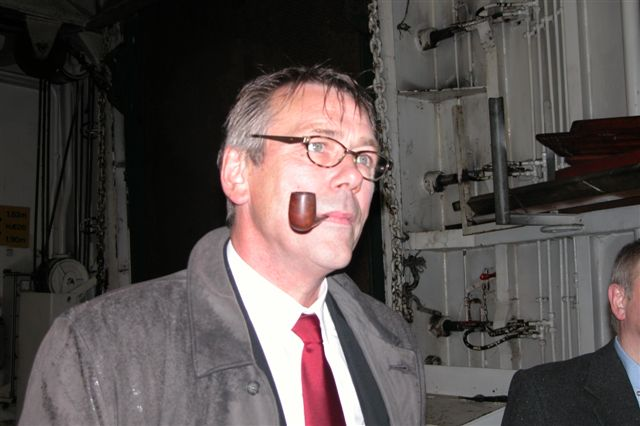
Poprzedni premier Jóannes Eidesgaard

Osobą stojącą na czele farerskiego rządu jest premier (Løgmaður). Od wyborów 2004 był nim Jóannes Eidesgaard, okres jego urzędowania zakończył się we wrześniu 2008, kiedy funkcję tę przejął Kaj Leo Johannesen. Podobnie jak w wielu innych krajach jest to urząd, na którym zasiada osoba wybrana przez zwycięską partię. Wedle Aktu Elekcyjnego parlament Wysp Owczych może zacząć funkcjonowanie dopiero kiedy zostanie sygnowany przez premiera. Prócz tego do zadań Løgmaðura należy koordynowanie pracy rządu, reprezentacja archipelagu za granicą oraz działania na rzecz administracji publicznej. Premier jest także łącznikiem pomiędzy rządem a parlamentem. W tych zadaniach ma mu pomóc Gabinet Premiera. Ostatnimi Prezesami Rady Ministrów na Wyspach Owczych byli:
- Edmund Joensen (1994 - 1998)
- Anfinn Kallsberg (1998 - 2004)
- Jóannes Eidesgaard (2004 - 2008)
- Kaj Leo Johannesen (2008 - )

## Podział administracyjny
Wyspy Owcze dzielą się na 6 regionów (sýsla). Każdy z nich posiada oddzielne władze samorządowe. Jeden z regionów, Streymoy, posiada dwa podregiony.
| Nazwa regionu                         | Największe miasto | Populacja  | Obszar    |
| ------------------------------------- | ----------------- | ---------- | --------- |
| Eysturoy                              | Fuglafjørður      | 10 810     | 286,3 km² |
| Norðoyar (Wyspy Północne)             | Klaksvík          | 5 980      | 240,4 km² |
| Sandoy                                | Sandur            | 1 464      | 124,8 km² |
| Suðuroy                               | Tvøroyri          | 4 940      | 164,5 km² |
| Streymoy                              | Tórshavn          | 22 188     | 392,4 km² |
| Norðstreymoyar (Streymoy Północny)    | Vestmanna         | ok. 2700   |           |
| Suðurstreymoyar (Streymoy Południowy) | Tórshavn          | ok. 19 400 |           |
| Vágar                                 | Miðvágur          | 2 968      | 186,3 km² |

Regiony te dzieli się jeszcze na 30 gmin (far. kommuna). Są pośród nich gminy miejskie zrzeszone w Kommunusamskipan Føroya oraz wiejskie w Føroya Kommunufelag. W 1998 wydano rozporządzenie, na mocy którego żadna z gmin nie powinna mieć poniżej 2000 mieszkańców. Parlament Wysp stale do tego dąży, redukując co jakiś czas ich liczbę. Nadal dwie najmniejsze gminy: Fugloy i Svínoy mają około 50 mieszkańców. Pięcioma najludniejszymi kommunami są:
- Tórshavnar kommuna
- Klaksvíkar kommuna
- Runavíkar kommuna
- Tvøroyrar kommuna
- Fuglafjarðar kommuna